# Desenvolvimento Sustentável da Pesca Artesanal no Espaço Atlântico

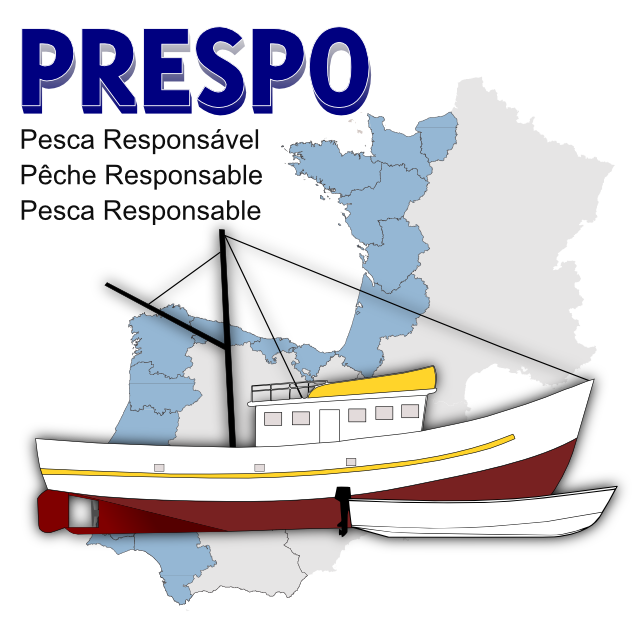

O projecto "Desenvolvimento Sustentável da Pesca Artesanal no Espaço Atlântico" (PRESPO)*, financiado no âmbito do Programa INTERREG IVB, é direccionado para a pesca artesanal, sendo coordenado pelo Instituto Nacional de Recursos Biológicos, I.P. / IPIMAR. Para além do IPIMAR, o consórcio integra mais 10 parceiros (1 de Portugal – FEUP; 6 de Espanha – CETMAR, AZTI, UHU, UCA, IFAPA e CEP; e 3 de França – IFREMER, AGLIA e RICEP) e 6 sócios associados. PRESPO abrange todas as regiões do Espaço Atlântico de Portugal, Espanha e França com excepção da região da Cantábria. Espera-se com o projecto PRESPO melhorar a actual política de gestão dos recursos pesqueiros comuns no Espaço Atlântico e que são explorados pela frota artesanal, através do desenvolvimento de instrumentos alternativos de análise tendo por objectivo a gestão integrada das pescarias costeiras. Assim, PRESPO contribuirá para a organização das pescarias costeiras e para a promoção da sua sustentabilidade, com repercussões positivas no plano socio-económico, em particular mediante a manutenção dos postos de trabalho no sector pesqueiro, assim como nas indústrias que lhe estão associadas.
A pesca artesanal (que corresponde a cerca de 80% da frota comercial pesqueira dos diferentes países envolvidos), actividade que assume crescente importância em virtude da sua forte implantação ao longo de toda a costa do espaço atlântico, da grande diversidade de artes de pesca e espécies capturadas, do elevado valor comercial do pescado capturado, do grande número de pescadores e outros agentes envolvidos, da importância sócio-económica e cultural nas comunidades piscatórias e da diminuição da importância dos pesqueiros tradicionais explorados pela frota longínqua. Acresce o facto de nalgumas regiões a pesca artesanal constituir, no conjunto das estruturas produtivas, uma das componentes com maior relevância. Não obstante e apesar da sua importância, esta actividade tem merecido reduzida atenção, já que grande parte dos estudos desenvolvidos pela comunidade científica europeia são dirigidos sobretudo para as frotas industriais ou semi-industriais que exploram os grandes recursos. Esta situação deriva, por um lado, do facto da pesca artesanal ter um peso directo muito pequeno no PIB dos diferentes países comunitários e, por outro lado, pelas dificuldades em seguir esta actividade. É neste contexto que se desenvolve o projecto PRESPO, que tem por objectivo principal o de garantir a sustentabilidade da pesca artesanal no Espaço Atlântico a longo-prazo. Para atingir este objectivo é necessário alterar a actual política de gestão das pescarias artesanais mediante o desenvolvimento de modelos alternativos de análise, com vista à gestão integrada dos recursos. 
Um aspecto inovador de PRESPO que merece ser destacado é a criação de Observatórios das pescarias artesanais a nível local ou regional que actuarão como fórum de análise e discussão, entre os profissionais, investigadores e Administração. PRESPO pretende, ainda, testar novas tecnologias para monitorização da actividade pesqueira artesanal, de modo a avaliar a sua eficácia na aquisição da informação base, fundamental para melhorar a gestão das pescarias. Por outro lado, PRESPO irá permitir desenvolver novos modelos de gestão, integrando, pela primeira vez, um conjunto variado de informação (biológica, tecnológica, ambiental, social e económica). Outro importante aspecto a abordar no âmbito do PRESPO, prende-se com a diversificação das actividades económicas que os profissionais da pesca possam exercer. Assim, será avaliada a possibilidade de conjugar a pesca com actividades ligadas ao sector turístico (pesca-turismo e eco-turismo). PRESPO pretende, também, valorizar os produtos da pesca através, quer da promoção da qualidade do pescado, quer do incentivo ao uso de artes de pesca amigas do meio ambiente. Finalmente serão desenvolvidos estudos no sentido de avaliar o impacto da pesca no ecossistema, nomeadamente no que respeita à quantificação das rejeições ao mar. 
O conjunto dos resultados que se esperam obter com PRESPO irão permitir promover uma pesca responsável e a gestão sustentada da pesca artesanal numa perspectiva ecossistémica.
- PRESPO - Pesca RESPOnsável; Pêche RESPOnsable; Pesca RESPOnsable

Programa INTERREG IVB, Cofinanciado pela União Europeia, Fundos FEDER
investindo no nosso futuro comum